# دروئية (صوغان)
دروئیة (بالفارسية: دروئیه) هي قرية تقع في إيران في قسم صوغان الريفي.